# Umgebindehaus Würdenhain

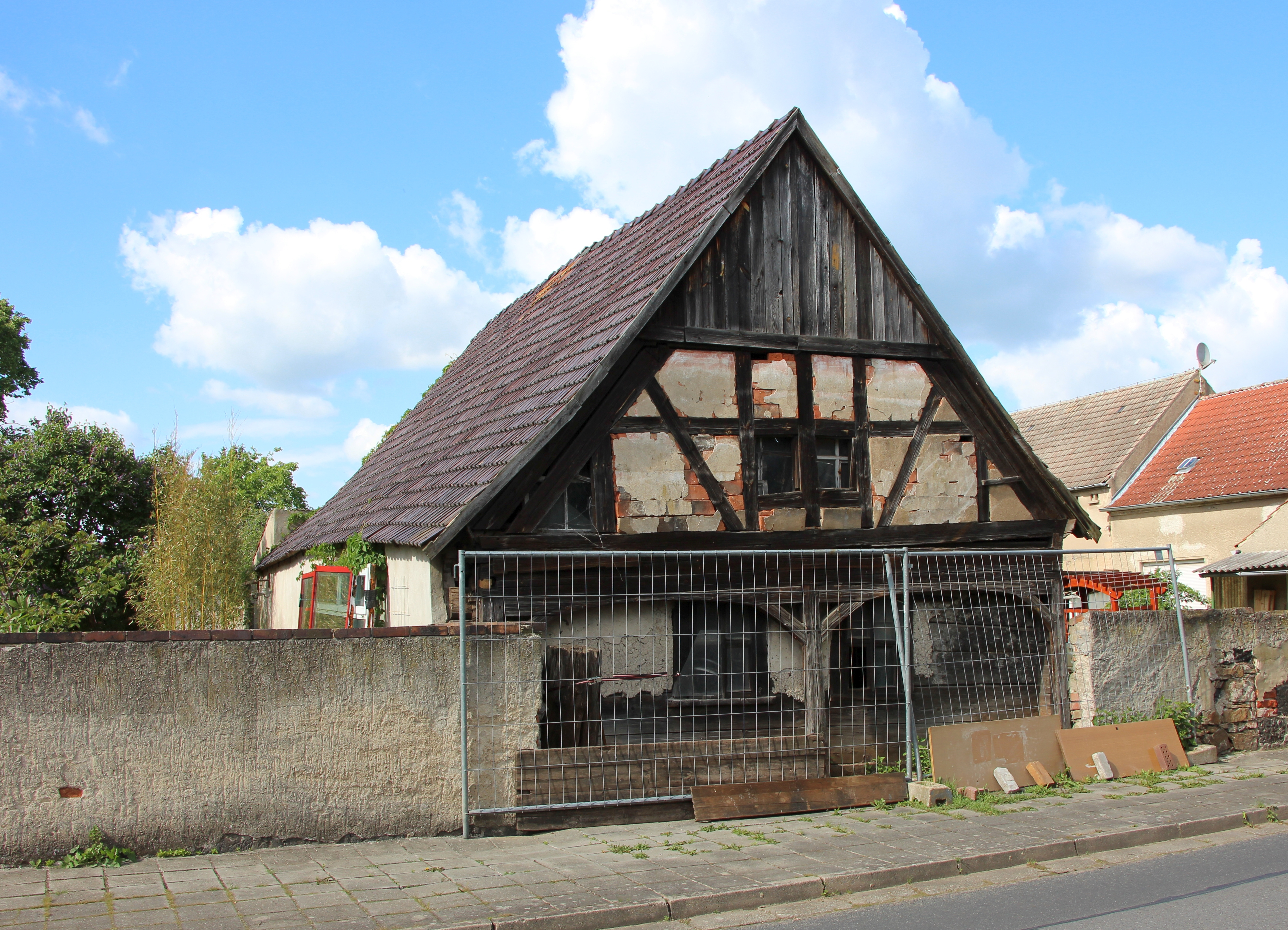
Umgebindehaus Würdenhain (2021)

Das Umgebindehaus ist ein Baudenkmal, das sich in der Dorfstraße 10 im Ortsteil Würdenhain der Gemeinde Röderland im südbrandenburgischen Landkreis Elbe-Elster befindet. Im örtlichen Denkmalverzeichnis ist es unter der Erfassungsnummer 09135406 verzeichnet. Sein Standort ist etwa 200 Meter östlich der örtlichen Dorfkirche zu finden, welche ebenfalls unter Denkmalschutz steht.
Bei dem Gebäude handelt sich um ein vermutlich aus der ersten Hälfte des 18. Jahrhunderts stammendes und mit einem Satteldach versehenes eingeschossiges Wohnstallhaus mit Giebelgebinde.
Der Würdenhainer Bauer Jost soll das Haus um 1780 nach einem Brand auf seinem Hof errichtet haben. Der Sage nach träumte er bei der nächtlichen Hirsewache vom Brand und eilte nach Hause um Frau und Kind zu retten. Der einstige Ortschronist Rudolf Matthies berichtete, Jost habe aus Dankbarkeit die nicht mehr erkennbaren Worte „Ein Traum steht auch in Gottes Hand, sonst wären mir Weib und Kind verbrannt“ in die Giebelbalken des Hauses hauen lassen. Diese Daten der Geschichte sind letztlich nicht belegt. Auf einem auf dem Dachboden aufbewahrter Balken ist die Jahreszahl 1772 verzeichnet, wobei dieser allerdings auch aus einem anderen Gebäude stammen könnte.
Im Inneren des Gebäudes, das ursprünglich einst vermutlich mit Stroh gedeckt war, sind als Feuerstellen ein Leuchtofen und ein Haus-Backofen zu finden. Beide wurden vermutlich erst später eingebaut. Da hier keine Stromleitungen zu finden sind, ist es sehr wahrscheinlich seit mindestens 100 Jahren unbewohnt.
Das Gebäude ist das einzige erhaltene Umgebindehaus im Landkreis Elbe-Elster und das älteste Bauernhaus des Dorfes. Seit dem Jahr 2009 befindet es sich im Besitz der Gemeinde Röderland. In den nächsten Jahren wird eine denkmalgerechte Sanierung angestrebt. Außerdem soll eine dendrochronologische Untersuchung über das genaue Alter Aufschluss geben.